# Kanada Josinori
Kanada Josinori (金田 伊功; (Nara prefektúra, 1952. február 5. – 2009. július 21.); Hepburn: Yoshinori Kanada) nagy hatású japán animátor. Egyik legismertebb munkája az 1984-ben megjelent Birth című anime, mely egyike volt a világ első OVA filmjeniek. Habár nem volt túl sok sajátos karakterdizájnja, híres volt animációs technikáiról. Ő dolgozott a Macumoto Leidzsi mangájából készült Ginga Tecudó 999 (nyugaton Galaxy Express 999 címen terjedt el) című kultikus, 1979-es animeadaptációján, valamint a Harmagedon: Genma taiszen című 1983-as, szintén nagyon sikeres sci-fi animén. Ez a két anime az elkövetkezendő japán animátorok generációra óriási hatást gyakorolt. Részben ezen animék ihlették meg Murakami Takasi superflat nevű grafikai mozgalmát is. Az 1980-as és 1990-es években Kanada együtt dolgozott a szintén híres Mijazaki Hajaóval, akivel közösen több filmet is készítettek. Ezek közé tartozik a Nauszika – A szél harcosai, a Laputa – Az égi palota, A Kiki – A boszorkányfutár, A vadon hercegnője, a Porco Rosso – A mesterpilóta és a Totoro – A varázserdő titka.
Kanada úttörőnek számított az animációs igazgatók között is. Megengedte alkalmazottainak, hogy a saját stílusukat vigyék bele az animációk elkészítésébe, így járulva hozzá a tehetséges rajzolók művészi szabadságához. Ötvenhét évesen hunyt el, szívroham végzett vele 2009. július 21-én.

## Munkái és közreműködései
- Mahó no Mako-csan
- Szarutobi Eccsan
- GeGeGe no Kitaro
- Birth
- Laputa – Az égi palota
- Kikó szószeiki MOSPEADA
- Ao no Roku-gó
- Fusigi Júgi
- Ginga Tecudó 999
- Terra...e
- Harmagedon: Genma taiszen
- Totoro – A varázserdő titka
- Nauszika – A szél harcosai
- Kiki – A boszorkányfutár
- Porco Rosso – A mesterpilóta
- A vadon hercegnője
- X
- Vampire Hunter
- Final Fantasy
- CLAMP gakuen tanteidan
- Handzsuku Hero Tai 3D
- Handzsuku Hero 4: 7-Dzsin no Handzsuku Hero
- Final Fantasy – A harc szelleme
- Final Fantasy XIII
- Fullmetal Alchemist: Daughter of the Dusk (videójáték)